# كارلوس غارسيس (لاعب كرة قدم)
كارلوس غارسيس (بالإسبانية: Carlos Garcés)‏ هو لاعب كرة قدم مكسيكي، ولد في 27 يناير 1940 في المكسيك، وتوفي في 21 سبتمبر 1980. لعب مع نادي أمريكا.

## وصلات خارجية
- كارلوس غارسيس على موقع قاعدة بيانات كرة القدم.إي يو (الإنجليزية)
- كارلوس غارسيس على موقع أوليمبيديا (الإنجليزية)